# Чичулин, Антон Борисович
Анто́н Бори́сович Чичу́лин (род. 27 октября 1984, Целиноград, СССР) — казахстанский футболист, защитник.

## Карьера

### Клубная
Воспитанник астанинского футбола. Первые тренеры — Б. З. Закиров и В. П. Егоров.
До 2012 года играл за клубы «Женис»/«Астана», «Жастар»/«Евразия» Астана (фарм-клуб в первой лиге), «Актобе».
25 мая 2002 года на 86-й минуте матче «Женис» — «Елимай» (2:0) Чичулин появился вместо Артура Мартенса. Перед дебютом в матче дублёров Чичулин отметился голом с пенальти, а его команда крупной победой 5:0.
В 2009 году, играя за «Актобе» в Лиге Чемпионов УЕФА, забил мяч в ворота израильского клуба «Маккаби» Хайфа.
В январе 2012 года подписал контракт с «Иртышом» из Павлодара.
В 2014 году перешёл в турецкий «Гиресунспор», затем вернулся в Казахстан.

### В сборной
Выступает за сборную Казахстана с 2004 года. Провёл 24 матча. В 2007 году забил гол во встрече против сборной Кыргызстана на Кубке Алма-ТВ (2:0).

## Достижения
- Чемпион Казахстана: 2006, 2009
- Обладатель Кубка Казахстана: 2005
- Обладатель Суперкубка Казахстана: 2010